# 劉儀
劉儀（1929年—2015年），綽號「塵二」。香港足球運動員，曾效力南華、傑志、東方、流浪等球隊。
他是前中華民國國家足球隊球員，在李惠堂的帶領下連續獲得1954年馬尼拉亞運和1958年東京亞運足球金牌。1960年曾參加羅馬奧運會。
2015年7月24日，在加拿大逝世。